# Гражданская война в Великом княжестве Литовском (1381—1384)
Гражданская война в Великом княжестве Литовском 1381—1384 годов — первый эпизод борьбы за власть между двоюродными братьями: великим князем литовским Ягайло и князем Витовтом. Война началась после заключения тайного Довидишковского договора между Ягайло и великим магистром Тевтонского ордена Винрихом фон Книпроде. Договор был направлен против великого князя литовского Кейстута, отца Витовта и дяди Ягайло.
Кейстут быстро завладел властью в великом княжестве, однако в ходе мирных переговоров они с сыном были пленены и перевезены в Кревский замок. Через неделю Кейстут скончался, Витовту же удалось бежать, после чего он обратился за поддержкой к тевтонским рыцарям. Хотя вторжение в Литву объединённых войск Витовта и крестоносцев окончилось неудачей, с помощью Ордена Витовту удалось укрепиться в Жемайтии. Так как Ягайло была нужна внутренняя стабильность перед началом переговоров с Великим княжеством Московским и Королевством Польским по поводу крещения Литвы, он пошёл на соглашение с Витовтом.
Война не решила противоречий, следующий этап династической борьбы пришёлся на 1389—1392 годы и завершился заключением Островского соглашения. Ягайло признал Витовта великим князем литовским, а тот, в свою очередь, признал Ягайло верховным сюзереном Литвы.

## Предыстория конфликта
В 1345 году в Великом княжестве Литовском произошёл государственный переворот, в ходе которого была установлена диархия князей Ольгерда и его брата Кейстута. Братья разделили полномочия таким образом, что Ольгерд, который был великим князем, занимался преимущественно делами Руси (восточными), а Кейстут — западными, ведя непримиримую борьбу с крестоносцами. Мирное и весьма плодотворное соправление закончилось в 1377 году со смертью Ольгерда, назначившего преемником своего сына от второго брака (с Иулианией Тверской) Ягайло. Кейстут и Витовт признали Ягайло в качестве великого князя и поддержали его, даже когда его право на великокняжеский стол было оспорено сыном Ольгерда от первого брака Андреем Полоцким.
Зимой 1378 года Орден организовал крупную военную кампанию против Литвы. Крестоносцы дошли до Берестя и вышли к Припяти. Ливонский орден вторгся в Упитскую землю. Очередная кампания угрожала столице государства — Вильне.
Летом 1379 года Скиргайло (родной брат Ягайло) отправился к крестоносцам, чтобы обсудить ситуацию, возможные пути христианизации Литвы, а также добиться прекращения поддержки Андрея Полоцкого со стороны Ливонского ордена. Детали поездки неизвестны. Есть сведения, что Скиргайло также посетил императора Священной Римской империи. Несмотря на то, что цель и результаты поездки неясны, часто отмечается, что это была первая интрига, совершённая за спиной у Кейстута.
Кейстут предложил заключить перемирие и обменяться военнопленными. 29 сентября 1379 года в Троках было подписано десятилетнее перемирие. Это было последнее соглашение, подписанное Ягайло и Кейстутом совместно. Затем последовали тайные переговоры между Ягайло и крестоносцами в Вильне. Тем не менее, перемирие с Орденом гарантировало безопасность только христианским землям Великого княжества на юге и востоке, тогда как языческие территории на северо-западе оставались под угрозой со стороны крестоносцев.
Около 1379 года Ягайло выдал свою овдовевшую сестру Марию за своего советника Войдило. Некогда Войдило был простым пекарем, но при Ольгерде возвысился и получил от великого князя в держание город Лиду. При Ягайло влияние Войдило достигло пика. Как сообщает летопись, Кейстут был крайне недоволен тем, что Ягайло отдал его племянницу «за холопа», и посчитал это выпадом против себя.

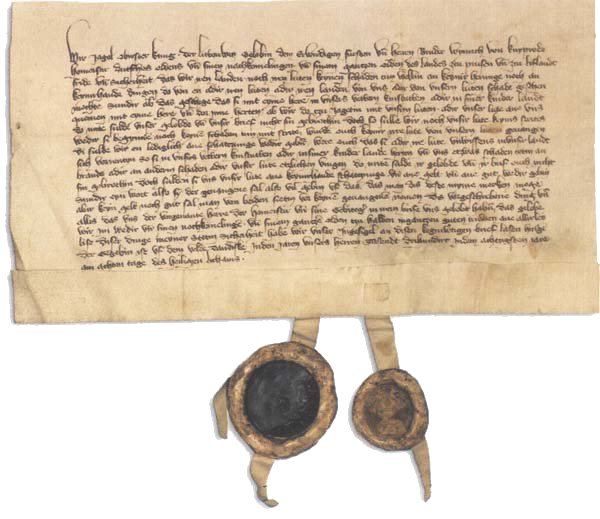
Довидишковский договор

В феврале 1380 года Ягайло без согласования с Кейстутом заключил пятимесячное перемирие с Ливонским орденом для защиты своих наследственных земель в Литве, а также Полоцка, который он только что отнял у своего брата и конкурента Андрея Полоцкого. 31 мая 1380 года Ягайло и великий магистр Тевтонского ордена Винрих фон Книпроде заключили тайный Довидишковский договор. При этом присутствовал Витовт, сын Кейстута, однако по причинам, до сих пор неизвестным, не стал препятствовать двоюродному брату.
В целом, условия соглашения были запутанными и неоднозначными. Ягайло и Орден договорились о совместном ненападении. Согласно положениям договора, Ягайло соглашался не препятствовать Тевтонскому ордену воевать с Кейстутом и его детьми. Однако, если оказание помощи Кейстуту было бы необходимым, чтобы избежать подозрений, это бы не являлось нарушением соглашения. Также нарушением договора не считалось бы, если бы крестоносцам пришлось "задеть" земли Ягайло.
Некоторые историки считают, что инициатива заключения соглашения исходила от матери Ягайло Иулиании Тверской или от Войдило. Другие указывают на то, что Кейстуту было 80 лет и он решительно не принимал христианство, тогда как Ягайло было около тридцати и он искал пути модернизации страны. Существует также версия, что соглашение было изначально направлено против Андрея Полоцкого и его союзников: брата Дмитрия Брянского и великого князя московского Дмитрия Донского. Полагают, что накануне Куликовской битвы Ягайло, обезопасив западные границы Княжества, объединился с Золотой Ордой против Великого княжества Московского, но это ему не помогло - на Куликовское поле он не успел, и хан Мамай потерпел поражение.

## Борьба Кейстута и Ягайло

### Успех Кейстута
В феврале 1381 года крестоносцы вторглись в земли Кейстута и двинулись в направлении Трок. Войско Ордена впервые использовало бомбарды. Был разрушен Науяпилис и взято в плен около 3000 человек. В июне была разграблена Жемайтия до Медников включительно.
В это время комтур Остероде Гюнтер Гоенштайн известил Кейстута о тайном договоре с Ягайло. По хронике Быховца, остеродский комтур сказал Кейстуту следующее: «Ты того не знаешь, что князь великий Ягайло часто посылает к нам Войдила, и уже сговорился с нами, как тебя свести с твоих княжений». Очевидно, Ордену была выгодна гражданская война в Литве, хотя действия Гоенштайна можно расценивать и как личную услугу (Гюнтер был крёстным отцом дочери Кейстута Дануты). Кейстут решил посоветоваться с Витовтом, на что тот ответил: «Не верь тому, не думаю, чтобы это так было, потому что он со мной живёт в дружбе, и сказал бы мне». В это время Ягайло был занят подавлением восстания полотчан против его брата и сподвижника Скиргайло. Кейстут снова стал жаловаться сыну на Ягайло: «Он прежде нанес мне большой урон, отдал мою племянницу, а свою сестру за холопа, я хорошо знаю, что теперь он вступил в сговор с немцами против нас; а третье: мы третий раз воюем с немцами, а он с ними Полоцк добывает, который принадлежит моему сыну, а твоему брату, Андрею Горбатому. Это уже второй знак его неприязни к нам. Уже этим совершенно ясно показано, что они вместе с немцами стали против нас». Однако и эти слова не поколебали уверенности Витовта в невиновности друга.
Воспользовавшись отсутствием племянника, Кейстут решил начать войну. В конце 1381 года он во главе войска отправился в Пруссию, но по пути резко повернул к Вильне. Недовольный Витовт отбыл «к Гродно и к Дорогичину». Совершенно не готовый к обороне город был с лёгкостью взят таким опытным военачальником, как Кейстут. На пути к столице был пленён и Ягайло. В Вильне был обнаружен Довидишковский договор. Витовт был срочно вызван в столицу и, вероятно, содействовал тому, что Кейстут обошёлся с Ягайло весьма мягко. Единственным серьёзным требованием к нему было письменное признание Кейстута великим князем. Ягайло был отпущен, а его вотчинные земли (Крево и Витебск) были ему возвращены. Войско Скиргайло, осаждавшее Полоцк, также признало великим князем Кейстута и, по его требованию, сняло осаду с города. Скиргайло был вынужден бежать в Ливонию, а Андрей Ольгердович смог вернуться в Полоцк, признав власть дяди. Остальные Гедиминовичи также признали Кейстута великим князем. С Москвой удалось договориться ценой отказа от претензий на Смоленск и Верховские княжества.
Кейстут возобновил военные действия против крестоносцев. Он опустошил окрестности Велау, Тапиау, Фридланда и Альтенбурга, достигнув берегов Прегеля и Алле. Последовавшее за этим контрнаступление Ордена отразил Витовт. В апреле Кейстут предпринял атаку на Георгенбург и уничтожил предзамковые укрепления. Там были врасплох застигнуты маршал и три комтура Ордена. По всей вероятности, кампания Кейстута была превентивной, чтобы не дать крестоносцам вторгнуться в Жемайтию и низовья Немана. Эти походы были столь удачно организованы, что полностью сковали действия противника.

### Успех Ягайло
Многие Гедиминовичи оставались недовольны своим положением. В мае 1382 года мятеж против Кейстута поднял новгород-северский князь Корибут (в крещении — Дмитрий). Войдило, имевший отношение к началу мятежа, попал в плен и был повешен. Кейстут с малым отрядом выступил на Корибута, однако был разбит. В это время в Вильне вспыхнуло восстание сторонников Ягайло под предводительством виленского наместника и старосты немецкой общины купца Гануля. Купечество было недовольно антинемецкой политикой Кейстута, препятствовавшей торговле. По хронике Быховца, виленских мещан подговорил сам Ягайло. Восставшие овладели городом, весь гарнизон был уничтожен. В это время Витовт был в Троках и не мог вмешаться в происходящее. 12 июня в столицу из Витебска прибыл Ягайло. Витовт попытался собрать войска и атаковать город, но был разбит и вынужден вернуться в Троки. В конце июня в Литву вторглись крестоносцы под командованием маршала Конрада Гаттенштайна. Тевтонцы продвигались к Трокам с севера, в то время как войска Ягайло и Скиргайло наступали со стороны Вильны. Ввиду опасности окружения, Витовт принял решение уйти с матерью Бирутой в Гродно. 6 июля Ягайло заключил с Орденом перемирие в замке Бражуоле до 8 августа. Крестоносцы обязались не поддерживать Кейстута. 18 июля были осаждены Троки, а уже 20 июля гарнизон согласился покинуть город. Ягайло оставил в качестве наместника Скиргайло, сделав его князем трокским. После взятия города крестоносцы вернулись в Пруссию.
Получив экстренное послание от Витовта, Кейстут прибыл в Гродно, где наметил дальнейший план действий. Свою жену Бируту он отослал в Бересть, Витовта оставил в Гродно, а сам направился в Жемайтию для сбора нового войска. Впоследствии к нему должны были присоединиться Витовт и Любарт с подкреплениями соответственно из Гродно и Волыни. Жемайты не имели особого желания вмешиваться в династические войны, но Кейстуту удалось склонить их на свою сторону. Вероятно, на язычников повлияло то, что на вопрос, не собирается ли он креститься, Ягайло ответил утвердительно. Тем временем слабостью Великого княжества Литовского решил воспользоваться мазовецкий князь Януш, занявший Дорогичин и Мельник, но отброшенный от Берестя.

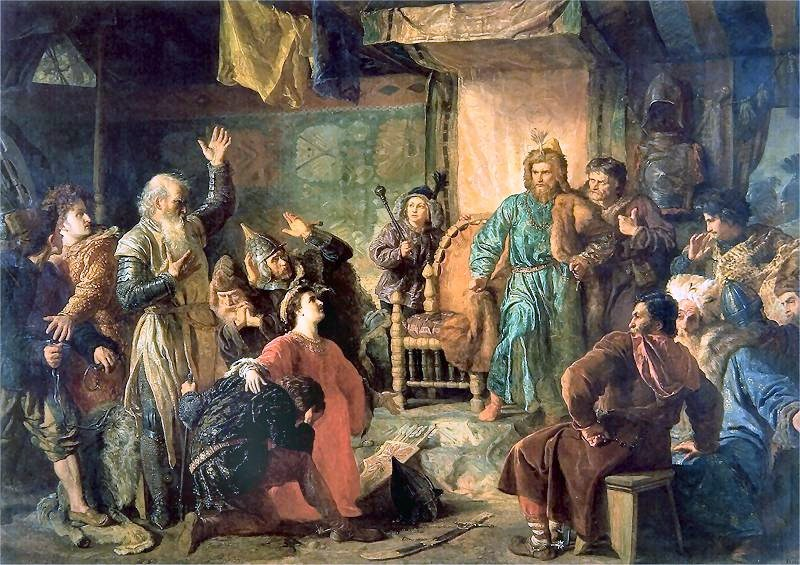
Войцех Герсон, Кейстут и Витовт в плену у Ягайло, 1873

3 августа армии Кейстута, Витовта и Любарта, с одной стороны, и Ягайло и магистра Ливонского ордена Вильгельма фон Фримерсхайма, с другой, встретились около Трок. По немецким источникам известно, что Кейстут прекрасно осознавал, что шансы на победу в открытом сражении невелики: у противника было больше войск, в тому же воины-жемайты отнюдь не стремились в бой. В лагерь Кейстута прибыл Скиргайло, который убедил Витовта начать переговоры. Ягайло принял друга детства и обещал ему мир на условиях восстановления статуса-кво на ноябрь 1381 года. Скиргайло вместе с Витовтом направились к Кейстуту и убедили его начать переговоры с Ягайло, дав при этом гарантии безопасности от имени последнего. Переговоры в лагере Ягайло закончились, даже не начавшись: прибывшие Кейстут и Витовт были тут же схвачены и пленены в Кревском замке. Войскам было объявлено, что князья продолжат переговоры в Вильне. Для жемайтов это стало предлогом, который позволил им отправиться домой.Через пять дней (15 августа) прибывший в замок Скиргайло обнаружил Кейстута мёртвым (согласно другим версиям, сам же Скиргайло и отвез Кейстута в Крево, ставшее местом гибели для последнего). Ягайло объявил, что Кейстут повесился, однако быстро распространился слух о том, что старый князь был убит. В белорусско-литовских летописях Ягайло открыто обвиняется в организации убийства Кейстута и даже называются имена убийц. Так, по хронике Быховца, «великого князя Кейстута удавили коморники великого князя Ягайло, один из них назывался Прокша, который давал ему воду, а были и другие: брат Мостер и Кучук и Лисица Жибентяй». Ягайло организовал в Вильне пышные похороны по языческому обряду: был сложен большой погребальный костёр, на котором, кроме тела Кейстута, были сожжены кони, оружие и драгоценности. По всей видимости, также утоплена была Бирута, жена Кейстута (по другим версиям, она вернулась на родину и снова стала языческой жрицей, которой была до брака с Кейстутом), и замучены её родственники Видмонт и Бутрим.

## Борьба Витовта и Ягайло
Витовту удалось бежать. Побег был организован женой Витовта Анной. По данным различных источников, Витовт обменялся одеждой с посетившей его в заточении Анной (или одной из её служанок) и смог нераскрытым выбраться из замка. Витовт в женском платье покинул Кревский замок и уже через пять суток добрался до Полоцка. По сообщению Виганда Марбургского, вскоре после побега (якобы за его организацию) была утоплена жена Кейстута Бирута, а её дядя Видимонт и Бутрим, также бывший её родственником, были замучены. Первоначально Витовт искал помощи у своей сестры Дануты и её мужа Януша Мазовецкого, затем у Земовита Плоцкого, однако они отказали ему. В этих условиях в конце 1382 года Витовт принял решение обратиться к своим недавним врагам — тевтонским рыцарям.
В конце 1382 года Витовт и его брат Товтивил (крещённый в Мазовии под именем Конрад) были приняты новым великим магистром Конрадом Цёлльнером фон Ротенштайном, но без особого энтузиазма. В это время Ягайло вёл переговоры с Орденом по поводу заключения договора, положения которого были сформулированы 31 октября 1382 года. Договор был платой Ягайло за помощь крестоносцев в его борьбе с Кейстутом и Андреем Полоцким. По условиям соглашения, Ягайло обязался в течение четырёх лет христианизовать Княжество, передать Ордену Жемайтию вплоть до русла Дубисы, а также в течение четырёх лет сохранять с крестоносцами союзнические отношения и не начинать войн без их согласия, что являлось очевидным ограничением суверенитета Великого княжества Литовского. Тем не менее, договор не был ратифицирован. Крестоносцы пять раз назначали дату ратификации, но Ягайло всегда отвечал отказом. Заключительная встреча была назначена на 19 июля 1383 года, однако также не состоялась по причине задержки тевтонцев из-за мелководья Немана. Другой причиной того, что договор так и не был ратифицирован, было то, что Ягайло без согласования с Орденом начал войну против Януша Мазовецкого и отобрал у него Дрогичин и Мельник. Некоторые историки полагают, что уже в то время Ягайло планировал стратегический союз с Москвой или Польшей. Крестоносцы же рассчитывали столкнуть Ягайло и Витовта друг с другом. 30 июля они объявили Ягайло войну.
Витовт сделал всё возможное, чтобы вновь склонить на свою сторону жемайтов. Это ему удалось: не то чтобы жемайты готовы были признать власть крестоносцев, с которыми долгие годы воевали, но в конце концов выразили поддержку сыну знатной жемайтки Бируты.Это означало непризнание Ягайло и Скиргайло, нового князя Трок. 11 сентября 1383 года войско крестоносцев под командованием великого магистра Конрада Цёлльнера фон Ротенштайна вступило в пределы Великого княжества. Вскоре к нему присоединился и Витовт, приведший с собой 3000 жемайтов. Осада Трок оказалась удачной, но Вильну взять не удалось. 22 сентября кампания была завершена. Однако уже 25 сентября Ягайло и Скиргайло осадили Троки. 3 ноября лишённый поддержки гарнизон сдал город по соглашению о свободном выходе.
21 октября в Тапиау Витовт был крещён по католическому обряду под именем Виганд. Это имя он получил в честь своего крёстного отца — рагнитского комтура Виганта. Крестоносцы передали Витовту замок Новый Мариенбург на Немане, около устья Дубисы. Здесь к Витовту присоединились его родственники и сторонники, лишённые своих вотчин Ягайло. Среди них были Товтивил, Анна, брат Анны Судимонт и Иван Ольгимундович Гольшанский.
30 января 1384 года в Кёнигсберге Витовт заключил письменный договор с крестоносцами, по которому он становился вассалом Ордена как законный князь трокский и передавал ему Жемайтию до реки Невежис и Ковенскую область. Витовту было обещано возвращение его княжеской вотчины. В мае 1384 года крестоносцы начали строительство нового замка в Ковно, названного Новый Мариенвердер. Этот замок также был передан под управление Витовта. Здесь 14 июля был подтверждён Кёнигсбергский договор, дополненный пунктом о наследстве дочери и братьев Витовта, а также о переходе его земель Ордену в случае отсутствия наследников.
В это время Ягайло (вероятно, под давлением матери) заключил союз с Великим князем Московским. Велись приготовления к его свадьбе с дочерью Дмитрия Донского Софьей и крещению по православному обряду. Чтобы реализовать намеченный план, Ягайло было необходимо закончить войну с Витовтом. Весной 1384 года начались тайные переговоры. Ягайло предложил Витовту во владение Волынь с Луцком. Витовт ответил отказом, настаивая на возвращении всей своей вотчины, включавшей занятые Скиргайло Троки. Ягайло обещал вернуть Троки, как только Скиргайло сможет отобрать у Андрея Ольгердовича Полоцк. В июле Витовт дал согласие и решил избавиться от опеки Тевтонского ордена. Он сжёг Георгенбург и Новый Мариенбург и с войском перебрался в Литву. В плен к нему попал кастелян Нового Мариенбурга Марквард фон Зальцбах, ставший впоследствии его другом и сыгравший значительную роль в будущих событиях. В конце сентября Ягайло и Витовт осадили Новый Мариенвердер. 6 ноября замок был взят и разрушен.

## Последствия
Витовт вернулся в Литву без письменного договора с Ягайло. Он вступил во владение Гродно, Берестем, Подляшьем и Волковыском. Для того, чтобы наследовать Волынь после смерти его дяди Любарта, Витовт был крещён по православному обряду. Он признал верховенство Ягайло и стал одним из многих князей в Великом княжестве. Скиргайло продолжал княжить в Троках.
Изначально склонявшийся к Москве, Ягайло вступил в переговоры с поляками. Польская шляхта искала подходящего кандидата на роль короля в качестве жениха Ядвиги. 14 августа 1385 года была заключена Кревская уния, установившая личную унию между Великим княжеством Литовским и Королевством Польским. Одним из условий унии была христианизация Литвы. В 1386 году Ягайло был крещён под именем Владислав и коронован. В качестве наместника в Литве он оставил Скиргайло. Воспользовавшись отсутствием Ягайло, борьбу за власть в Княжестве возобновил Андрей Полоцкий. Витовт всё это время оставался лояльным по отношению к Ягайло и помогал в борьбе с Андреем.
После поражения и пленения Андрея Полоцкого Скиргайло отказался передать Витовту трокское княжество, тем самым нарушив обещание. В качестве компенсации Ягайло передал Витовту Луцк и Владимир-Волынский, однако это не помогло улучшить отношения между двоюродными братьями. В то же время росло недовольство литвинов политикой Ягайло: потерей суверенитета и растущим влиянием поляков. Обманутые крестоносцы не оставили претензий на Жемайтию и продолжали вести войну. Все эти обстоятельства позволяли Витовту рассчитывать на благоприятный исход в случае восстания. В 1389 году он бежал в Орден, где снова нашёл поддержку. Во вновь разразившейся гражданской войне Витовт добился значительных успехов. Это позволило ему заключить соглашение с Ягайло на выгодных ему условиях. Ягайло признавал Витовта великим князем литовским и правителем Трокского княжества, а Витовт, в свою очередь, признавал власть Ягайло в качестве верховного князя литовского. Формально зависимый, на практике Витовт действовал самостоятельно. Более того, во многом Ягайло сам зависел от Витовта. Установившиеся отношения просуществовали до 1430 года, когда после 38 лет правления великий князь Витовт скончался.